# Edward Hyde (1er comte de Clarendon)
Pour les articles homonymes, voir Edward Hyde.
Edward Hyde (18 février 1609, Dinton, Wiltshire – 9 décembre 1674, Rouen), 1er comte de Clarendon, est un magistrat, historien et homme d'État anglais.

## Biographie
Lors de la guerre civile, il sert le parti du roi, notamment lors du traité d'Uxbridge, et est fait chancelier de l'Échiquier et membre du conseil privé par Charles Ier Stuart. Après l'exécution de Charles Ier, il rejoint le fils de ce prince (Charles II d'Angleterre) et est chargé par lui à Dunkerque de négociations importantes.
En 1657, Charles II le nomme Lord grand chancelier d'Angleterre. Lors de la Restauration en 1660, il le confirme dans cette dignité et y ajoute les titres de comte de Clarendon et de pair. Le crédit dont il jouit, son intolérance et quelques mesures impopulaires, comme la vente de Dunkerque à Louis XIV, lui font beaucoup d'ennemis et ils finirent par le faire disgracier.
Le roi, importuné de sa vertu rigide ou des plaintes dont il est l'objet, le dépouille de toutes ses places, et le parlement le bannit à perpétuité.
Il se retire en France et mourut à Rouen dans l'hôtel de Senneville où il demeurait.

## Famille
Clarendon se trouvait allié à la famille royale, une de ses filles, Anne, ayant épousé le duc d'York (Jacques II d'Angleterre), et étant devenue mère des princesses Marie et Anne, qui régnèrent.
Ses fils Henry et Laurence occuperont d'importantes fonctions auprès de Jacques ii.

## Œuvres
On a de lui :
- Histoire de la rébellion, depuis 1641 jusqu'au rétablissement de Charles II, publiée en 1702, 3 volumes in-folio, traduit en français, La Haye, 1704, 6 volumes ;
- son autobiographie (Oxford, 1661).